# Cordyline australis
Cordyline australis, palma de Torbay, cordiline, tī kāuka o tī rākau en el idioma maorí, y dracena en Argentina, es una monocotiledónea endémica de Nueva Zelanda. La palma de Torbay es muy común en la costa de la ciudad balnearia argentina de Mar del Plata y en otras ciudades costeras cercanas.

## Características
Crece hasta 15 m de altura, primero con un tallo único para después ramificarse profusamente, cada rama puede llevar un tallo floral. Las hojas tienen forma de espada, de 40 a 90 cm de longitud y de 3 a 7 cm de ancho en la base, con numerosas venas paralelas. Flores cremosas o blancuzcas, alrededor de 1 cm de diámetro con seis tépalos, surgen en un denso racimo de 50 a 100 cm de largo. El fruto es una baya globosa de 5 a 7 mm de diámetro.

## Usos
Debido a su alto contenido de carbohidratos puede hacerse digestible por cocción, fueron una importante fuente de alimento durante al menos los primeros 8 siglos de la ocupación maorí de Nueva Zelanda. La datación por radiocarbono indica su uso desde aproximadamente el año 1000. Otros árboles emparentados fueron probablemente apreciados en Oceanía. Las raíces de helechos eran las únicas otras sustancias nativas de fuentes de carbohidratos.
La península de Otago es el lugar donde la arqueología ha demostrado el uso real del "Árbol Col" como alimento. Hoyos de hasta 7 m de ancho, son los vestigios de los umu-tī (hornos de árbol col). Después de hornearlos durante dos días, los haces de los árboles jóvenes eran secados al sol, y así conservados podían durar años.

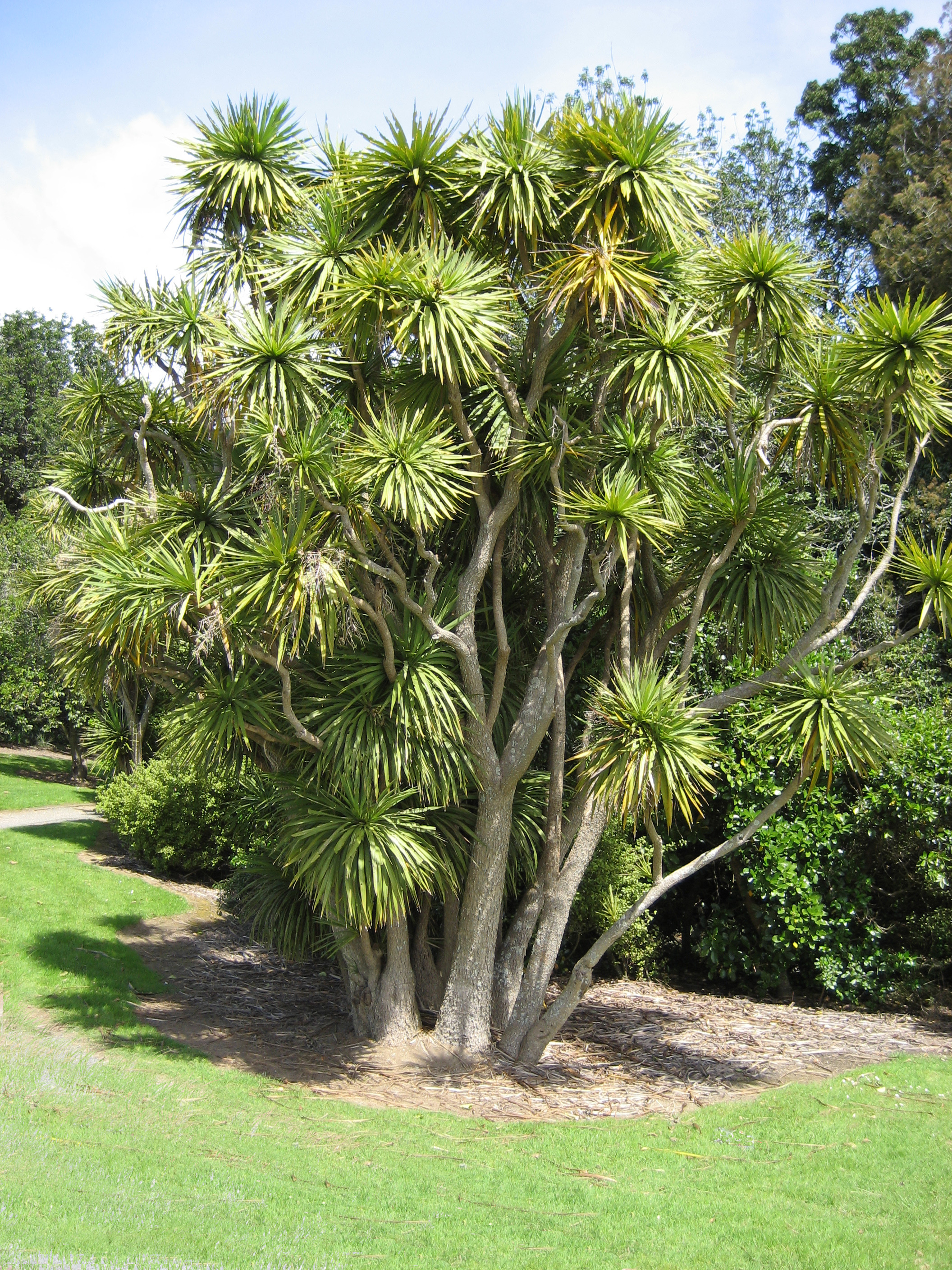
Árbol col en Manukau, Auckland.

También son valiosos como fuente de fibra. El tronco y las raíces se pueden trenzar para cuerdas, y las hojas se tejen para ropa y calzado. El jugo de la planta se utiliza contra las infecciones. Los primeros misioneros preparaban una "cerveza de sabor aceptable de éste"[cita requerida]. Su valor comercial aún no ha sido totalmente estudiado. Se podría usar como endulzante de bajas calorías (debido a que es dos veces más dulce que el azúcar) y como biofuente de etanol.
Es ampliamente utilizado como árbol ornamental, tanto en Nueva Zelanda, en la Europa occidental (inclusive en las islas británicas) y la costa noroeste de los Estados Unidos. Debido a su mejor tolerancia al clima frío que otras monocotiledóneas arbóreas (que alcanzan el tamaño de árboles), esta especie es frecuentemente plantada por personas deseosas de recrear un ambiente tropical y una apariencia exótica en sus patios y jardines. El efecto visual es crear el efecto de las palmeras, (en ocasiones es llamado erróneamente "Palma de Cornualles", "Palma de Torbay" o "Palma Manx" en las islas británicas debido a su uso extensivo en Torbay y como símbolo oficial de esa zona bajo su identidad alternativa de Riviera inglesa).
La subespecie (o variedad) atropurpurea es especialmente notable por su follaje rojo y varios de los cultivares están disponibles en el mercado. También se encuentra en Italia, en Noruega, y en Argentina en la ciudad de Mar del Plata
En 1986, el científico Barry L. Frankhauser escribió una tesis sobre su uso y se realizó un documental entrevistándole en la televisión de Nueva Zelanda y posteriormente, en 2004, en la televisión Maorí.

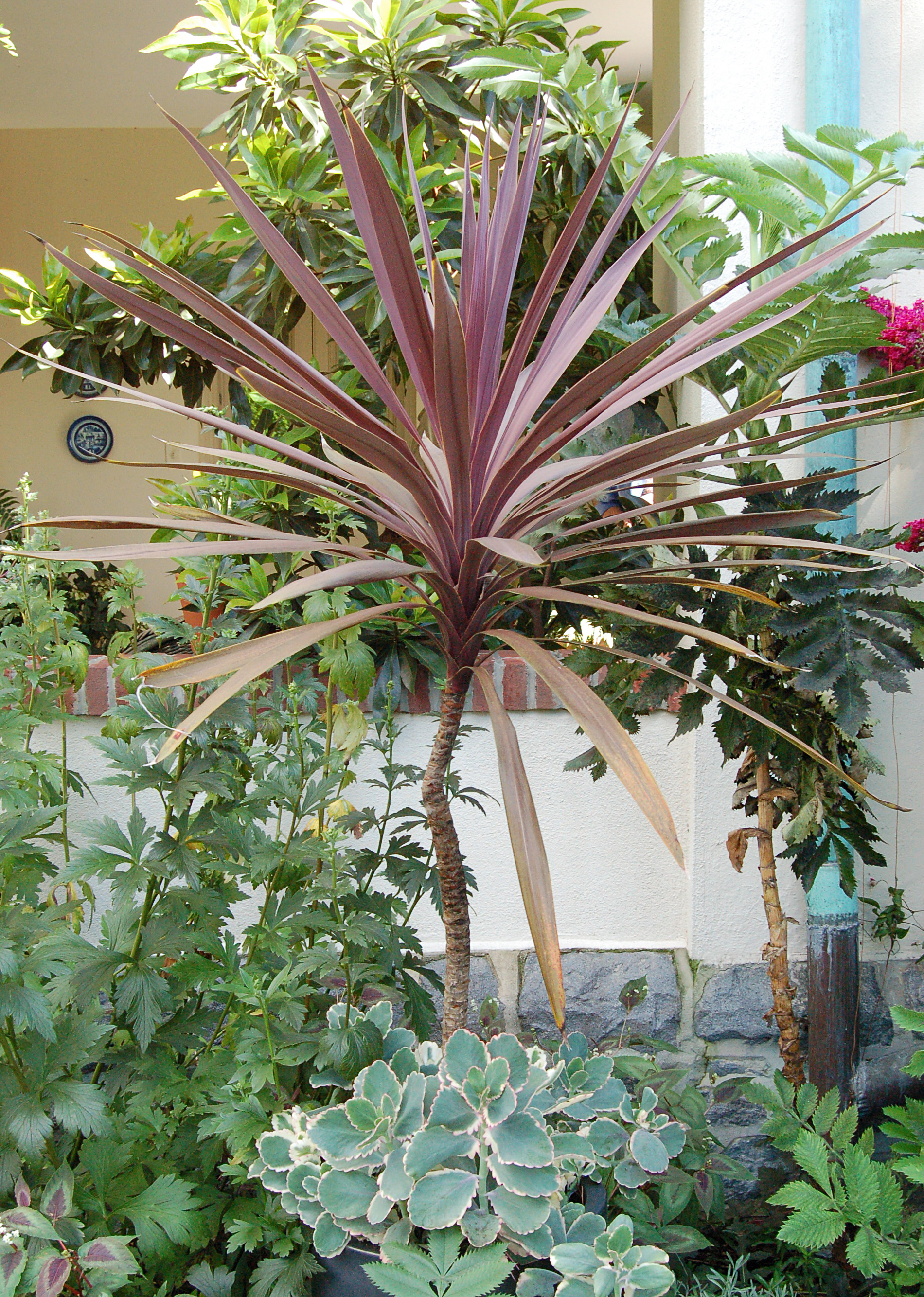
Cultivar "Sensación roja".

Desde 1987, los árboles col de Nueva Zelanda están siendo afectados por una enfermedad llamada "Muerte súbita" causada por el patógeno Phytoplasma australiense, que provoca la desfoliación casi total del árbol afectado en un plazo de 2 a 12 meses.

## Taxonomía
Cordyline australis fue descrita por (G.Forst.) Endl. y publicado en The Gardeners' Chronicle & Agricultural Gazette 792. 1860.
Etimología
Cordyline: nombre genérico que deriva de la palabra griega kordyle que significa "club", en referencia a los tallos subterráneos o agrandamiento de los rizomas.
australis: epíteto latino que significa "del sur".
Sinonimia
- Dracaena australis G.Forst., Fl. Ins. Austr.: 24 (1786).
- Charlwoodia australis (G.Forst.) G.Don in J.C.Loudon, Hort. Brit.: 130 (1830).
- Dracaenopsis australis (G.Forst.) Planch., Fl. Serres Jard. Eur. 6: 110 (1850).
- Terminalis australis (G.Forst.) Kuntze, Revis. Gen. Pl. 2: 716 (1891).
- Cordyline indivisa Regel, Gartenflora 1859: 331 (1859), nom. illeg.
- Cordyline superbiens K.Koch, Wochenschr. Gärtnerei Pflanzenk. 2: 381 (1859).
- Dracaenopsis calocoma H.Wendl., Bot. Zeitung (Berlin) 17: 277 (1859).
- Cordyline lentiginosa Linden & André, Ill. Hort. 17: t. 35 (1870).
- Cordyline veitchii Regel, Gartenflora 20: 149 (1871), nom. inval.
- Cordyline forsteri F.Muell., Select Pl.: 58 (1872).
- Cordyline calocoma (H.Wendl.) Baker, J. Linn. Soc., Bot. 14: 542 (1875).
- Cordyline sturmii Colenso, Trans. & Proc. New Zealand Inst. 15: 331 (1883).[8]